# Tsingy

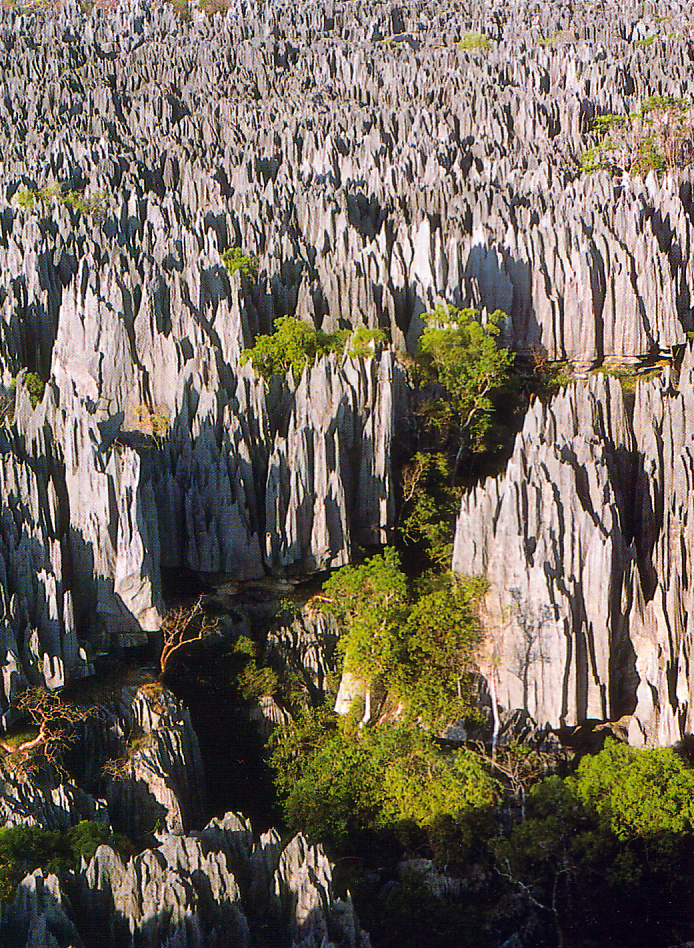
El tsingy de Bemaraha.

Un tsingy (en llengua malgaix = agulla) és una formació rocosa característica de calcàries amb aspecte de torre que està presents en algunes zones de Madagascar, on es troben: la reserva natural integral Tsingy de Bemaraha, declarada Patrimoni de la Humanitat de la UNESCO el Parc nacional Tsingy de Bemaraha, la Reserva Natural Integral de Tsingy de Namoroka, la Reserva especial d'Ankarana i el Parc Marí de Nosy Hara.
Els tsingy són tan extremadament esmolats que poden infligir greus ferides. S'han format gràcies a les pluges que dissolen la roca calcària formant aquestes arestes agudes. És perillós, i sovint impossible, transitar entre els tsingy, excepte per als àgils lèmurs i altres representants de la fauna local.